# Mount Eccles
Der Mount Eccles ist ein inaktiver Vulkan, der aus Laven verschiedener Vulkaneruptionen besteht und im Südwesten von Victoria in Australien nahe der Ortschaft Macarthur liegt. 

## Beschreibung
Der Name des Berges, den ihm die Aborigines der Gunditjmara gaben, lautet Budj Bim, was Hoher Kopf bedeutet. Der etwa kegelförmige Berg erreicht eine Höhe von 178 m.
Zahlreiche Eruptionen ereigneten sich in der Zeit vor 30.000 bis 20.000 Jahren. Im Krater des Vulkans befindet sich der Lake Surprise. Die Eruptionen mit Lavaflüssen veränderten die Wasserführung und die Feuchtgebiete der Landschaft. Der am nächsten liegende Vulkanberg ist Mount Napier, in einer Entfernung von 25 km nordöstlich des Mount Eccles gelegen.
Der Berg wurde 1836 durch den Entdecker Thomas Livingstone Mitchell Mount Eeles nach William Eeles vom 95th Regiment of Foot benannt, der mit Mitchell gemeinsam in den Napoleonischen Kriege auf der Iberischen Halbinsel kämpfte. Durch einen Schreibfehler verwandelte sich der Name 1845 in Eccles.
Der Mount-Eccles-Nationalpark mit dem Lake Surprise umfasst eine Fläche von 61,2 km² und beinhaltet interessante geologische Erscheinungen wie Lavaflüsse, Lavaröhren, Steinbrüche, Aschehügel und Kraterseen. 
Da sich in der Landschaft um den Berg die älteste und größte Aquakultur der Aborigines, die einzigen Steinbauten der australischen Aborigines und eine Aborigines-Missionsstation befanden, hat die australische Bundesregierung ein Gebiet, die Budj Bim National Heritage Landscape  in der Australian National Heritage List als historisches Denkmal von nationaler Bedeutung ausgewiesen.
Die Traumzeitlegenden der lokalen Koori berichten von Vulkaneruptionen der Vergangenheit.